# NGC 6426
NGC 6426 هي مجرة تتبع كوكبة الحواء. اكتشفها ويليام هيرشل في 3 يونيو 1786.

## روابط خارجية
- NGC 6426 على موقع ويكي سكاي: DSS2, SDSS, GALEX, IRAS, Hydrogen α, X-Ray, Astrophoto, Sky Map, Articles and images